# Clorpt
clorpt o corpt es una regla nemotécnica aplicada para recordar fácilmente la famosa ecuación de estado de los factores formadores de suelo, de Hans Jenny:
- S: suelo
- f: factor
- cl (c, a veces): clima
- o: organismos (actividad biológica)
- r: relieve
- p: material parental (material que da origen al suelo)
- t: tiempo

Jenny expresó que para resolver la ecuación de estado existen dos métodos principales:
1. Uno teórico o conceptual, por deducciones lógicas a partir de ciertas premisas.
2. Una resolución empírica por experimentación u observación de los suelos in situ.

Actualmente se utiliza aún el método empírico donde el desarrollo de los suelos se puede explicar a partir de la variación de un factor (por ejemplo cl), considerando como constantes al resto de los factores formadores (en el mismo ejemplo o, r, p, t). Esto ha dado lugar al desarrollo de modelos empíricos para describir secuencias pedogenéticas (la s de la fórmula): climosecuencia (la  cl o la c), biosecuencia (la o), toposecuencia (la r), litosecuencia (la p) y cronosecuencia (la t).
Desde que Hans Jenny publicó su ecuación, en 1941, innumerables reconocedores de suelos (soil surveyers) la han utilizado en todo el mundo, aplicada como un modelo cualitativo para comprender de qué manera los factores formadores pueden ser responsables del patrón de distribución de los suelos de una región.
El concepto clorpt también puede utilizarse para la predicción cuantitativa de propiedades y la elaboración de mapas digitales de suelo. En este planteamiento, la ecuación de los factores de estado fue vinculada de manera explícita en un marco espacial y los factores fueron observados y descritos en el mismo ámbito espacial. A este tipo de análisis, algunas personas lo han denominado correlación ambiental, relacionado con la estratigrafía, modelos digitales de terreno y relevamiento por radiación gamma, para predecir y representar en cartografía as propiedades de los suelos.